# Climat de l'Eure

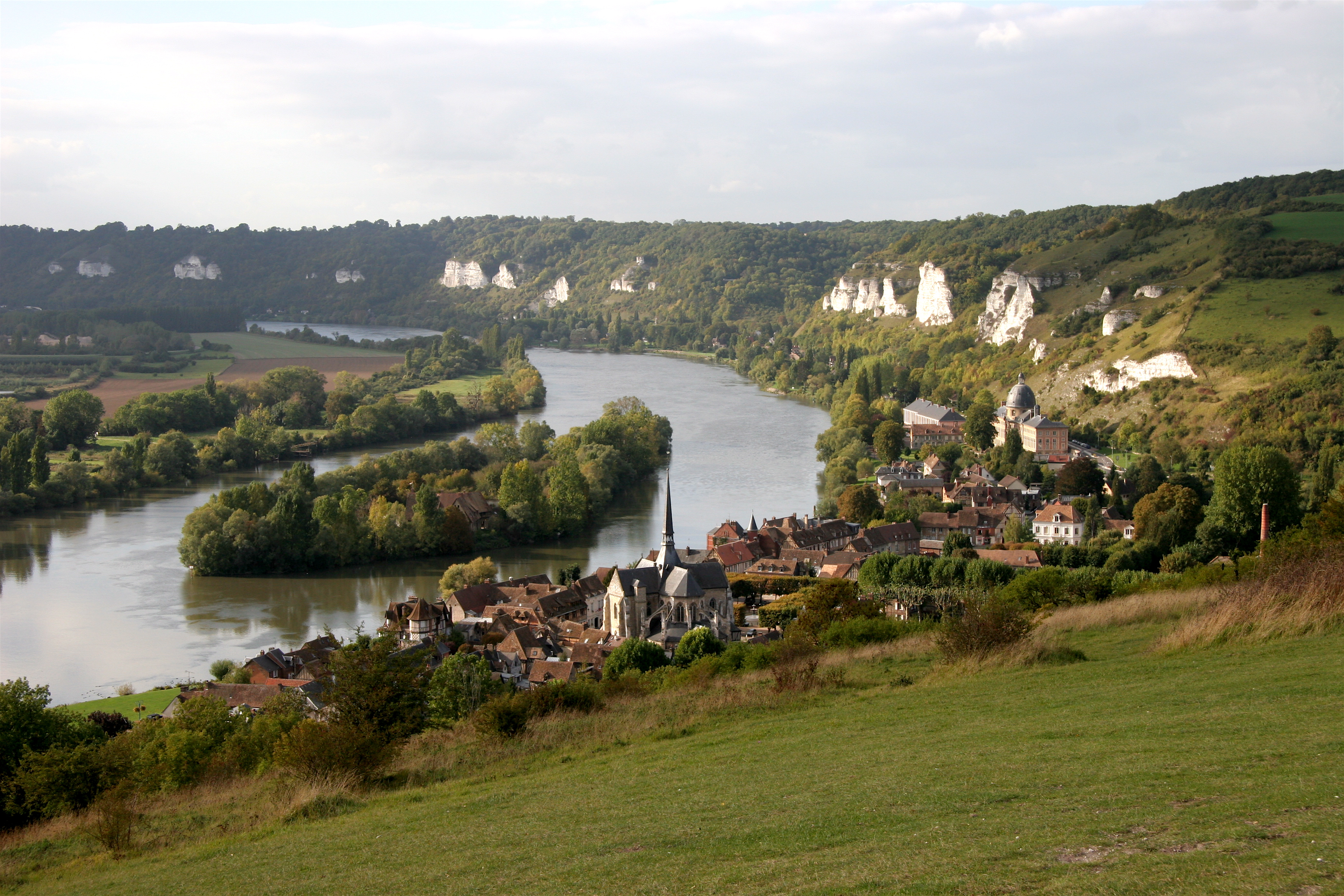
Les Andelys : vue depuis le Château-Gaillard.

Le climat de l'Eure est océanique. Sous l'influence fréquente des dépressions venues de l'Atlantique, il est marqué globalement par l'humidité et une douceur des températures. 
De nombreux facteurs locaux diversifient le climat : proximité ou non du littoral, altitude (- 0,6° par 100 m soit 1,5° entre zéro et 240 m), situation ventée ou d’abri, couverture végétale, qualité thermique des sols, etc. En effet, une différence importante se distingue entre, d'un côté, les zones situées au nord et à l'ouest, et de l'autre, les zones situées au sud et à l'est. Ainsi, le Lieuvin, le pays d'Auge, le pays d'Ouche ainsi que le Vexin ont un climat plus frais et plus humide. En revanche, le plateau de Saint-André et le plateau de Madrie se caractérisent par une pluviosité plus faible (moins de 600 mm par an), la rapprochant en cela des plateaux d'Île-de-France. La pluviométrie moyenne en fait le département le plus sec de Normandie.
En été, les nuits sont relativement fraîches, avec une grande amplitude thermique lors des journées ensoleillées. Cette fraîcheur nocturne, associée à des vents faibles, favorise la formation de brumes et brouillards.

## Climat à Évreux
Le climat d’Évreux est tempéré océanique. Les précipitations sont comprises entre 600 mm et 700 mm par an.
| Mois                                  | jan.       | fév.      | mars       | avril     | mai       | juin      | jui.      | août      | sep.      | oct.      | nov.      | déc.     | année |
| ------------------------------------- | ---------- | --------- | ---------- | --------- | --------- | --------- | --------- | --------- | --------- | --------- | --------- | -------- | ----- |
| Température minimale moyenne (°C)     | 0,9        | 0,9       | 2,7        | 4,1       | 7,7       | 10,3      | 12,4      | 12,3      | 9,9       | 7,1       | 3,3       | 1,8      | 6,2   |
| Température maximale moyenne (°C)     | 6,3        | 7,4       | 10,8       | 13,4      | 17,4      | 20,3      | 23,3      | 23,6      | 20        | 15,2      | 9,9       | 7,1      | 14,6  |
| Record de froid (°C) date du record   | −18,6 1985 | −15 2012  | −10,2 1971 | −4 1975   | −1,8 1979 | −0,6 1991 | 4,9 1979  | 2,7 1974  | −0,7 1971 | −4,6 1997 | −7,8 1989 | −14 1970 |       |
| Record de chaleur (°C) date du record | 15,1 2003  | 19,2 1990 | 22,3 1989  | 26,7 2018 | 30 2005   | 35,9 2019 | 40,9 2019 | 38,4 2003 | 31,5 1982 | 28,3 1985 | 19,7 1971 | 16 1989  |       |
| Ensoleillement (h)                    | 69         | 79        | 119        | 153       | 198       | 203       | 216       | 225       | 163       | 124       | 79        | 56       | 1 684 |
| Précipitations (mm)                   | 49         | 43        | 46         | 46        | 59        | 54        | 53        | 37        | 56        | 56        | 53        | 60       | 611,6 |